# Ermita de Santa Bàrbara de Tírig
L'ermita de Santa Bàrbara o Bàrbera de Tírig, a la comarca de l'Alt Maestrat, és un lloc de culte catalogat com Bé de Rellevància Local, amb la categoria de Monument per declaració genèrica.
L'ermita és als afores del poble, a uns quatre quilòmetres, en el paratge conegut com lo Camp-redó, i explica la llegenda que va ser construïda per l'obstinació d'un veí de Tírig per agrair el fet de resultar il·lès de l'accident que va patir en caure un llamp que va destruir la seva casa totalment. Les obres van començar el 1603, Sant Mateu (Baix Maestrat), el responsable de les obres va ser Joan Gogia, picapedrer francès que vivia a Sant Mateu (Castelló).
Se situa sobre una plataforma sobre la roca del cim, que és el paviment interior de l'ermita. De planta rectangular de 17 per cinc metres i de nau única. És de construcció senzilla i austera. De fàbrica de maçoneria blanquejada, amb coberta a dues aigües (en l'exterior, mentre que la coberta interna és en forma de volta de canó, excepte en el presbiteri que presenta coberta en volta de creueria, amb l'emblema de la santa i una llegenda il·legible, esculpides en la clau), i un mur lateral que protegeix dels forts vents. L'entrada es realitza per una Porta de fusta en arc de mig punt, emmarcada per dovelles irregulars. Sobre la Porta s'obre una obertura amb aspecte de tronera abocinada, i la rematada de la façana és en capcer, que serveix d'espadanya per a una única campana.
La festa se celebra el 4 de desembre i es duu a terme un romiatge des del municipi a l'ermita en la qual se celebra una missa després de la qual es reparteixen els “panets”.